# Bessé'

Cranio di Bessé'.

Besséʼ (pronunciato IPA: [bəˈsɛʔ]) è il fossile preistorico di una giovane donna di oltre 7.200 anni trovato nell'isola indonesiana di Sulawesi. Scoperto a Leang Panninge ("caverna dei pipistrelli" in lingua bugis) presso la reggenza di Maros da archeologi dell'Università di Hasanuddin nel 2015, la sua descrizione formale che include il sequenziamento del genoma è stata pubblicata su Nature nel 2021. Come primo resto umano scoperto appartenente ad una persona della cultura Toale, fornisce una comprensione critica della cultura umana e della migrazione durante il periodo olocenico dell'Asia e della Wallacea. Il soprannome è adottato dall'usanza dei bugis di chiamare affettuosamente le loro neonate.
I campioni di DNA recuperati dalle ossa dell'orecchio interno di Besséʼ sono diventati il primo DNA umano antico ad essere analizzato e sequenziato geneticamente. Per questo motivo viene chiamata "fossile genetico".
L'età e l'analisi del DNA di Bessé' indicano che apparteneva a un gruppo i cui antenati migrarono dall'Asia continentale verso sud, diventando così antenati degli abitanti originari delle isole della Wallacea (da Sulawesi all'Australia e alla Nuova Guinea). È geneticamente distinta dagli umani moderni della regione e da qualsiasi altro umano preistorico conosciuto. È più (geneticamente) strettamente imparentata con gli aborigeni australiani e i papuani. Una traccia del suo lignaggio genetico con persone nell'Asia orientale fornisce la prova di un nuovo modello di rotta migratoria mai conosciuto prima nel sud-est asiatico.
La ricerca storica colloca la prima colonizzazione umana della Wallacea tra 3.000 e 4.000 anni fa. Le prove genetiche normalmente danno la prima migrazione umana attraverso il sud-est asiatico (da Wallacea all'allora supercontinente chiamato Sahul) circa 55.000 anni fa, la stima più antica risalente a 65.000 anni fa. Ciò implica che la migrazione umana in Wallacea deve essere avvenuta molto prima; ma mancano ancora prove dirette.
Besséʼ a 7.200 anni è un'importante variazione delle prove consolidate dell'occupazione wallaceana, indicando che c'erano persone che si trasferirono lì prima di qualsiasi migrazione precedentemente nota. Si aggiunge ulteriormente all'intervallo di tempo per la cultura toale, che è generalmente considerata prevalente tra 2.000 e 7.000 anni fa. Il suo legame genetico con le popolazioni dell'Asia orientale indica che la migrazione verso est potrebbe aver avuto luogo 50.000 anni fa dalle Sulawesi. Suggerisce anche che gli umani moderni e i Denisoviani si siano incontrati e incrociati a Wallacea, e forse a Sulawesi.